# Selektivität (Pharmakologie)
Selektivität bezeichnet in der Pharmakologie entweder eine begrenzte Bindung an wenige Moleküle (Bindungsselektivität) oder das Hervorrufen einer oder mehrerer Wirkungen aus einem Wirkungsspektrum (funktionelle Selektivität).
Bindet ein Wirkstoff stärker an ein Zielprotein und schwächer an Andere, so bindet er selektiv, z. B. bindet ein Transkriptionsfaktor nur an bestimmte DNA-Sequenzen. Bindet er besonders stark an einem und in vernachlässigbarer Weise schwach an sonstigen Zielproteinen, so bindet er spezifisch. Bindet ein Wirkstoff an ein Zielprotein und setzt dabei von allen möglichen Signaltransduktionsprozessen einen bevorzugt in Gang und unterscheidet sich damit von ähnlichen Wirkstoffen, so wirkt er funktionell selektiv. Bindet ein Wirkstoff an zwei unterschiedliche Zielproteine und ruft an ihnen unterschiedlich starke Effekte hervor, wirkt z. B. an einem Rezeptor als Vollagonist und am anderen als Antagonist, so spricht man auch hier von einer funktionell selektiven bzw. spezifischen Wirkung.